# Fagonia densispina
Fagonia densispina är en pockenholtsväxtart som beskrevs av Beier & Thulin. Fagonia densispina ingår i släktet Fagonia och familjen pockenholtsväxter. Inga underarter finns listade i Catalogue of Life.